# Abdelmalek Ziaya
Abdelmalek Ziaya (Guelma, 23 de janeiro de 1984) é um futebolista profissional argelino que atua como atacante.

## Carreira
Abdelmalek Ziaya representou o elenco da Seleção Argelina de Futebol no Campeonato Africano das Nações de 2010.